# Episodi di A-Team (prima stagione)
La prima stagione della serie televisiva A-Team, composta da 14 episodi, è stata trasmessa in prima visione dal 23 gennaio al 10 maggio 1983 sulla NBC.
In Italia è andata in onda su Rete 4 nel 1984.
| nº | Titolo originale                     | Titolo italiano                                    | Prima TV USA     | Prima TV Italia  |
| -- | ------------------------------------ | -------------------------------------------------- | ---------------- | ---------------- |
| 1  | Mexican Slayride: Part 1 & 2         | La città di San Rio Blanco (prima e seconda parte) | 23 gennaio 1983  | 25 febbraio 1984 |
| 2  | Mexican Slayride: Part 1 & 2         | La città di San Rio Blanco (prima e seconda parte) | 23 gennaio 1983  | 4 marzo 1984     |
| 3  | Children of Jamestown                | Figli di Jamestown                                 | 30 gennaio 1983  | 1984             |
| 4  | Pros and Cons                        | Pro e contro                                       | 8 febbraio 1983  | 1984             |
| 5  | A Small and Deadly War               | Una piccola guerra mortale                         | 15 febbraio 1983 | 1984             |
| 6  | Black Day at Bad Rock                | Giornata infernale a Bad Rock                      | 22 febbraio 1983 | 1984             |
| 7  | The Rabbit Who Ate Las Vegas         | L'uomo che sbancò Las Vegas                        | 1º marzo 1983    | 1984             |
| 8  | The Out-of-Towners                   | La banda di Charlie                                | 15 marzo 1983    | 1984             |
| 9  | Holiday in the Hills                 | Vacanza in montagna                                | 22 marzo 1983    | 1984             |
| 10 | West Coast Turnaround                | All'ultimo secondo                                 | 5 aprile 1983    | 1984             |
| 11 | One More Time                        | Ancora una volta                                   | 12 aprile 1983   | 1984             |
| 12 | Till Death Do Us Part                | Finché morte non ci separi                         | 19 aprile 1983   | 1984             |
| 13 | The Beast from the Belly of a Boeing | Volo 2-6-7 rispondete                              | 3 maggio 1983    | 1984             |
| 14 | A Nice Place to Visit                | Funerale a sorpresa                                | 10 maggio 1983   | 1984             |

## La città di San Rio Blanco (prima e seconda parte)
- Titolo originale: "Mexican Slayride: Part 1 & 2"
- Diretto da: Rob Holcomb
- Scritto da: Frank Lupo e Stephen J. Cannell

### Trama
La reporter Amy Allen sta scrivendo un articolo su un gruppo di ex militari ricercati dalla polizia che si fa chiamare A-Team. Il collega e amico di Amy mentre sta scrivendo un articolo in Sudamerica sparisce quindi Amy decide di contattare l'A-Team per farsi aiutare a ritrovarlo. Una volta riuscita a contattarli parte con loro alla ricerca del suo collega disperso a bordo di un aereo rubato. Arrivati in Sudamerica l'A-Team per procurarsi dei mezzi per il lavoro si finge una troupe televisiva. Una volta recuperato ciò di cui hanno bisogno e con l'appoggio della popolazione locale riescono a liberare il collega di Amy da un trafficante di droga e distruggere l'organizzazione di quest'ultimo. A questo punto Amy decide di unirsi all'A-Team.
- Nota. In questi due episodi, che sono il pilot della serie, Sberla è interpretato da Timothy P. Dunigan, ma verrà sostituito da Dirk Benedict a partire dall'episodio 3 (Figli di Jamestown).

## Figli di Jamestown
- Titolo originale: Children of Jamestown
- Diretto da: Christian I. Nyby II
- Scritto da: Stephen J. Cannell

### Trama
L'A-Team viene assoldato per liberare una ragazza da una setta di estremisti cattolici, una volta riusciti nell'intento però vengono fatti prigionieri con l'esclusione di Murdock. Successivamente riescono a fuggire e a rifugiarsi in un ranch li vicino ma Hannibal decide di voler aiutare anche gli altri ragazzi rinchiusi quindi partono al contrattacco.

## Pro e contro
- Titolo originale: Pros and Cons
- Diretto da: Ron Satlof
- Scritto da: Stephen J. Cannell

### Trama
Un amico di P.E. riesce a fuggire da un carcere e gli racconta che al suo interno si effettuano combattimenti mortali. P.E., Hannibal e Murdock si fanno arrestare per infiltrarsi e con l'aiuto di Amy e Sberla riescono a smascherare il direttore e le guardie del carcere.

## Una piccola guerra mortale
- Titolo originale: A Small and Deadly War
- Diretto da: Ron Satlof
- Scritto da: Stephen J. Cannell

### Trama
Un detective della polizia sta per denunciare una squadra speciale dedita ad atti criminali, questi ultimi lo scoprono e lo minacciano. Il detective decide di assoldare l'A-Team per aiutarlo.

## Giornata infernale a Bad Rock
- Titolo originale: Black Day at Bad Rock
- Diretto da: Christian I. Nyby II
- Scritto da: Patrick Hasburgh

### Trama
P.E. rimane ferito a una gamba e viene portato da un medico in un paesino. Il medico denuncia l'A-Team allo sceriffo locale che li incarcera in attesa della polizia militare, ma prima del loro arrivo riescono a fuggire. Lungo la strada l'A-Team incontra una banda di motociclisti che è diretta al paese per liberare il loro capo quindi decidono di tornare indietro per aiutare lo sceriffo.

## L'uomo che sbancò Las Vegas
- Titolo originale: The Rabbit Who Ate Las Vegas
- Diretto da: Bruce Kessler
- Scritto da: Frank Lupo

### Trama
Due studentesse si rivolgono all'A-Team per ritrovare il loro professore che è sparito a Las Vegas a seguito delle forti vincite ottenute grazie al suo sistema matematico. L'A-Team riesce nell'intento ma vengono accusati di aver ucciso il mafioso che teneva prigioniero il professore, pertanto dovranno smascherare il vero assassino prima di potersene andare.
- Guest Star: Charles Cioffi (Gianni Christian)

## La banda di Charlie
- Titolo originale: The Out-of-Towners
- Diretto da: Chuck Bowman
- Scritto da: Frank Lupo

### Trama
L'A-Team viene assoldato per proteggere dei commercianti vittime di estorsioni.

## Vacanza in montagna
- Titolo originale: Holiday in the Hills
- Diretto da: Arnold Laven
- Scritto da: Babs Greyhosky

### Trama
Mentre rientra da una missione, l'aereo dell'A-Team è costretto a un atterraggio di fortuna per un guasto al motore. Mentre esplorano la zona circostante si imbattono in un gruppo di montanari che cerca di bruciare sul rogo una persona, pertanto decidono di intervenire per impedirlo.

## All'ultimo secondo
- Titolo originale: West Coast Turnaround
- Diretto da: Guy Magar
- Scritto da: Babs Greyhosky (soggetto); Stephen J. Cannell e Patrick Hasburgh (sceneggiatura)

### Trama
Un'amica di Amy che ha una piantagione di cocomeri si trova nei guai a causa di un proprietario terriero che in accordo con lo sceriffo locale cerca di farla fallire impedendogli di vendere il raccolto. L'A-Team interviene facendo saltare i piani dell'agricoltore concorrente.

## Ancora una volta
- Titolo originale: One More Time
- Diretto da: Arnold Laven
- Scritto da: Babs Greyhosky (soggetto); Frank Lupo e Patrick Hasburgs (sceneggiatura)

### Trama
Hannibal mentre sta recitando in un film viene scoperto dal colonnello Linch che cerca di arrestarlo ma lui riesce a scappare, durante la fuga carica anche Sberla, ma poi finisce con fare un incidente con P.E. I tre quindi vengono arrestati e portati in una base militare, li si presenta un generale che li fa fuggire per compiere una missione segreta.

## Finché morte non ci separi
- Titolo originale: Till Death Do Us Part
- Diretto da: Guy Magar
- Scritto da: Babs Greyhosky

### Trama
Una hostess contatta l'A-Team per liberare una sua amica prigioniera del convivente e futuro marito. L'A-Team riesce a liberarla ma poi scopre che dietro ci sta di più: infatti la ragazza accusa il suo futuro marito di aver ucciso lui suo padre per impossessarsi dell'azienda di famiglia e di averne le prove in ufficio.

## Volo 2-6-7 rispondete
- Titolo originale: The Beast from the Belly of a Boeing
- Diretto da: Ron Satlof
- Scritto da: Patrick Hasburgh

### Trama
L'A-Team viene contattato per liberare i passeggeri di un volo dirottato. Hannibal fingendosi il proprietario della compagnia aerea si offre ai dirottatori liberando così tutti i passeggeri e l'equipaggio.

## Funerale a sorpresa
- Titolo originale: A Nice Place to Visit
- Diretto da: Bernard McEveety
- Scritto da: Frank Lupo

### Trama
L'A-Team sta andando al funerale di un loro vecchio commilitone; quando arriva in paese però scopre che una banda di fratelli oltre a rendere la vita impossibile a chi ci abita sono stati loro a uccidere il loro amico. L'A-Team entra in azione per fermarli.